# Buck Owens
Alvis Edgar Owens Jr., conocido como Buck Owens (Sherman, Texas, 12 de agosto de 1929 - Bakersfield, California, 25 de marzo de 2006), fue un cantante country estadounidense.

## Biografía
Nació en Sherman, Texas, en la frontera con Oklahoma. Cuando tenía 4 años robó el nombre "Buck" a una mula que su familia tenía. Vivía en una familia de jornaleros que trabajaba durante la gran depresión en granjas de cítricos en Mesa, Arizona.
Para tener una mejor vida decidió ser músico. Empezó tocando la mandolina hasta que su familia le regaló una guitarra por Navidad. Era un gran fan de Bob Wills y de Texas Playboys. Con 16 años empezó a trabajar en una radio local de Phoenix. Allí conoció a Bonnie Campbell con la que se casó y se mudó a Bakersfield, California en 1948.
Comenzó a trabajar en California donde conoció a artistas locales como Ferlin Husky o Tommy Collins. En 1956 consiguió grabar 10 canciones que tuvieron un éxito modesto en California, pero no fueron exportadas al resto del país.
En 1957 firmó con Capitol Records, donde continuó grabando algunas canciones pop que no tuvieron apenas éxito. En el año 1958 se hartó de la música pop y se trasladó a Seattle para trabajar como DJ en una emisora de radio.
En 1959 inició una época dorada que comenzó por colocar 3 de sus canciones más country entre las 10 primeras en la música country, éstas fueron "Under your Spell again", "Mental Cruelty" y "Foolin' Around". Buck dejó su trabajo en Seattle y empezó de nuevo a grabar canciones country que generaron el estilo musical Bakersfield. Grabó varios números 1 dentro de la música country como "Loves Gonna Live Here Again" o "My Heart Skips a Beat".
A mediados de los 60 continuó siendo una época dorada para Buck y su banda The Buckaroos, donde también destacaba un guitarrista excepcional llamado Don Rich, que fue un gran amigo de Buck. Durante esta época también obtuvo numerosos números 1 country como "Together Again" o "Before you Go".
En el año 1965 grabó "I've got the Tiger by the Tail", una canción basada en el eslogan en una compañía de gasolineras. Éste fue el mayor éxito de Buck puesto que alcanzó el número 25 en todo el país.
En el año 1966 tenía ya un programa de televisión llamado Buck Owens' Ranch, donde también aparecía su hijo Buddy. Pero su gran salto televisivo se produjo en el año 1969 cuando firmó como presentador del nuevo programa llamado "Hee Haw", que siguió en antena hasta el año 1986.
El 17 de julio del año 1974 la carrera de Buck sufrió un gran revés al fallecer su amigo Don Rich. Esto le causó una gran depresión que le obligó a retirarse. Durante una década solo se dedicó a Hee Haw y a productir en Nashville. En 1988 realizó una nueva versión de "The Streets of Bakersfield" junto a Dwight Yoakam, Ringo Starr y Emmylou Harris que le catapultó al número 1. Unos años después volvió a grabar junto a Ringo "Act Naturally", que le supuso otro gran éxito.
En el año 2006 falleció de un infarto al corazón horas antes de actuar en el Crystal Palace de Bakersfield. Acababa de superar un cáncer de garganta.